# Sparta Prague Open 2013
Sparta Prague Open 2013 byl tenisový turnaj pořádaný jako součást ženského okruhu ITF organizovaného Mezinárodní tenisovou federací. Hrál se na venkovních antukových dvorcích TK Sparty Praha ve dnech 13. až 19. května 2013 a to v českém hlavním městě jako 4. ročník turnaje.
Turnaj s rozpočtem 100 000 dolarů patřil do okruhu ITF. Nejvýše nasazenou hráčkou ve dvouhře byla obhájkyně titulu Lucie Šafářová z České republiky, jež turnaj obhájila, když ve finále porazila Alexandru Cadantuovou 3–6, 6–1, 6–1. 

## Ženská dvouhra

### Nasazení
| Stát                           | Hráčka             | WTA1) | Nasazení |
| ------------------------------ | ------------------ | ----- | -------- |
| Česko                          | Klára Zakopalová   | 20.   | 1.       |
| Česko                          | Lucie Šafářová     | 25.   | 2.       |
| Česko                          | Lucie Hradecká     | 57.   | 3.       |
| Německo                        | Annika Becková     | 59.   | 4.       |
| Švédsko                        | Johanna Larssonová | 66.   | 5.       |
| Slovensko                      | Jana Čepelová      | 83.   | 6.       |
| Portoriko                      | Mónica Puigová     | 88.   | 7.       |
| Japonsko                       | Misaki Doiová      | 90.   | 8.       |
| Žebříček WTA k 6. květnu 2013. |                    |       |          |

### Jiné formy účasti
Hráčky, které obdržely divokou kartu do hlavní soutěže:
- Anna Karolína Schmiedlová
- Kateřina Siniaková
- Tereza Smitková
- Lucie Hradecká

Hráčky, které si zajistily účast v hlavní soutěži z kvalifikace:
- Sandra Záhlavová
- Ana Vrljićová
- Gabriela Dabrowski
- Bernarda Peraová

## Ženská čtyřhra

### Nasazení
| Stát                                                                       | Hráčka             | Stát   | Hráčka                     | WTA1) | Nasazení |
| -------------------------------------------------------------------------- | ------------------ | ------ | -------------------------- | ----- | -------- |
| Česko                                                                      | Renata Voráčová    | Česko  | Barbora Záhlavová-Strýcová | 121.  | 1.       |
| USA                                                                        | Irina Falconiová   | Česko  | Eva Hrdinová               | 159.  | 2.       |
| Uzbekistán                                                                 | Akgul Amanmuradova | Řecko  | Eleni Daniilidou           | 161.  | 3.       |
| USA                                                                        | Jill Craybas       | Srbsko | Vesna Dolonc               | 188.  | 4.       |
| Žebříček WTA k 21. dubnu 2014; číslo je součtem umístění obou členek páru. |                    |        |                            |       |          |

### Jiné formy účasti
Následující páry obdržely divokou kartu do hlavní soutěže:
- Kateřina Siniaková /  Tereza Smitková
- Denisa Alertová /  Kristýna Plíšková
- Simona Heinová /  Dominika Paterová

## Přehled finále

### Ženská dvouhra
- Lucie Šafářová vs.  Alexandra Cadanțuová , 3–6, 6–1, 6–1

### Ženská čtyřhra
- Barbora Záhlavová-Strýcová /  Renata Voráčová vs.  Irina Falconiová /  Eva Hrdinová, 6–4, 6–0